# Corinna Harfouch
Corinna Harfouch, nemška igralka, * 16. oktober 1954 Suhl, Vzhodna Nemčija. 
Harfouchova je delala kot medicinska sestra in študirala igranje v Berlinu od leta 1978 do 1981. Njen prvi mož je bil libanonski računalničar Nabil Harfouch, s katerim ima eno hčerko. Leta 1985 se je poročila z Michaelom Gwisdekom, s katerim ima dva sinova, glasbenika Johannesa Gwisdeka in igralca Roberta Gwisdeka. Leta 1994 je bila članica žirije na 44. mednarodnem filmskem festivalu v Berlinu.